# Typhonia stupea
Typhonia stupea is een vlinder uit de familie zakjesdragers (Psychidae). De wetenschappelijke naam van deze soort is voor het eerst geldig gepubliceerd in 1875 door Hans Daniel Johan Wallengren.